# 海因茨·尼克斯多夫

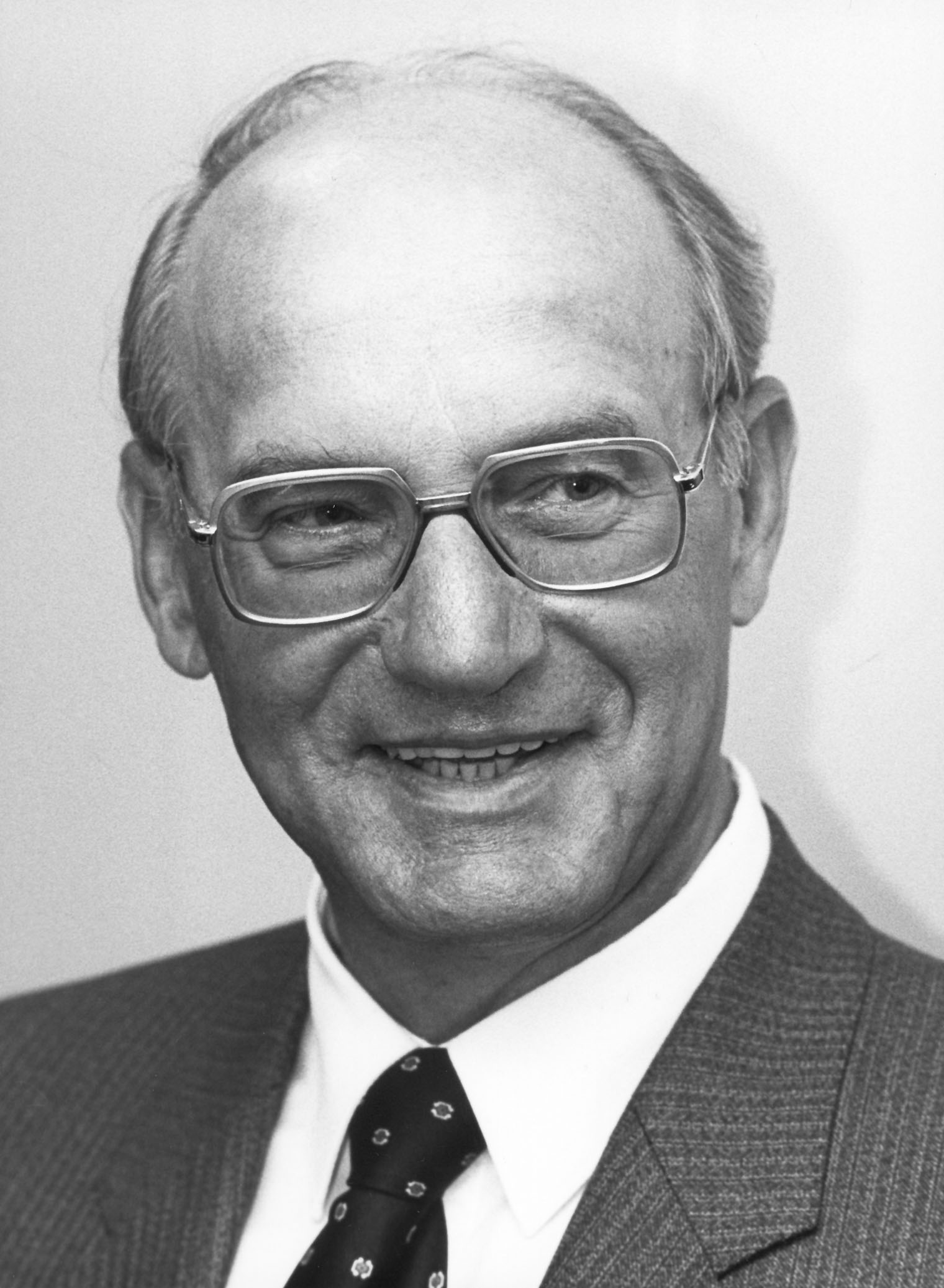
海因茨·尼克斯多夫（Heinz Nixdorf）

海因茨·尼克斯多夫（Heinz Nixdorf，1925年4月9日—1986年3月17日）出生於德國帕德博恩市，是德國電腦界、電腦事業的先鋒領航人。
1942年Heinz Nixdorf受德國部隊徵召入伍，使他必須第二次世界大戰後的1946年才能完成該受的（義務）教育。
1947年到1952年間Heinz Nixdorf在德國法蘭克福市主修物理學，期間於1951年時，他因為在雷明頓蘭德公司（Remington Rand）工作而首次接觸到電腦科技。
1952年Nixdorf他停休了自己的學業，並在德國的埃森市成立了Labor für Impulstechnik，開始為RWE公司產製（電腦）機器，不久之後就成為Wanderer-Werke公司與Compagnie des Machines Bull公司的合約商。
1964年Nixdorf推出了System 820，這是他的第一台小電腦，且向中小企業用戶推銷的結果獲得很大的成功。
1968年他買下他的最大客戶：Wanderer-Werke公司，並與其共同合作新創了Nixdorf電腦公司（Nixdorf Computer AG），總部位在帕德博恩市。
1970年Nixdorf電腦成為西德市場的領導業者，同時也是全球第四大的電腦製造商。到了1986年該公司已有約25,500名的員工，並在全球44個國家設有據點，淨現金流量每年達45億德國馬克（German mark），同年Nixdorf在第一屆CeBIT國際電腦展期間於漢諾威市過世。
附帶一提的是，透過他的支持贊助，他在德國帕德博恩市創建了全球最大的電腦博物館（computer museum），名為Heinz Nixdorf博物館論壇 （页面存档备份，存于）。